# Hadi Norouzi
Hadi Norouzi Pouri (en persa: هادی نوروزیپوری‎; Babol, Mazandarán, 19 de julio de 1985 - Teherán, 1 de octubre de 2015) fue un futbolista iraní que jugaba de delantero.

## Biografía
Debutó como futbolista en 2005 con el Pasargad Tehran FC después de estar formándose como futbolista desde el año 2000 con el Persépolis FC. Después de un año jugó para el Fajr Sepah Tehran y para el Gahar Zagros FC, finalmente en 2008 volvió al Persépolis FC para debutar con el primer equipo. Jugó en el club hasta 2013 —ganando la Copa Hazfi en 2010 y 2011—, año en el que se fue en calidad de cedido al Naft Tehran FC por seis meses. Volvió al Persépolis FC en abril de 2014, equipo al que perteneció por última vez.

## Selección nacional
Jugó un total de nueve partidos con la selección de fútbol de Irán. Debutó el 12 de agosto de 2009 en un partido amistoso contra Bosnia-Herzegovina. También llegó a jugar dos partidos de clasificación para la Copa Mundial de Fútbol de 2014, siendo el segundo, contra Maldivas, el último partido que jugó para el combinado iraní el 28 de julio de 2011.

## Clubes
| Club                    | País | Año         | Partidos | Goles |
| ----------------------- | ---- | ----------- | -------- | ----- |
| Pasargad Tehran FC      | Irán | 2005 - 2006 | 21       | 9     |
| Fajr Sepah Tehran FC    | Irán | 2006        | 10       | 11    |
| Gahar Zagros FC         | Irán | 2007 - 2008 | 28       | 14    |
| Persépolis FC           | Irán | 2008 - 2013 | 163      | 31    |
| Naft Tehran FC (cedido) | Irán | 2013 - 2014 | 12       | 3     |
| Persépolis FC           | Irán | 2014 - 2015 | 38       | 4     |

## Palmarés

### Campeonatos nacionales
| Título     | Club          | País | Año  |
| ---------- | ------------- | ---- | ---- |
| Copa Hazfi | Persépolis FC | Irán | 2010 |
| Copa Hazfi | Persépolis FC | Irán | 2011 |

## Muerte
El 1 de octubre de 2015, el entrenador del Persépolis, Mahmoud Khordbin, anunció que Norouzi falleció a los 30 años de edad a causa de un paro cardíaco mientras dormía.